# Stigmatomma bellii
Stigmatomma bellii es una especie de hormiga del género Stigmatomma, familia Formicidae. Fue descrita científicamente por Forel en 1900.
Se distribuye por India y Sri Lanka. Se ha encontrado a elevaciones de hasta 500 metros.